# Port de Reykjavik
Le port de Reykjavik, en islandais Reykjavíkurhöfn, est un port de commerce, de pêche, de plaisance et de passagers d'Islande, l'un des principaux du pays car desservant la capitale et son agglomération. Il est situé en bordure du centre-ville et s'ouvre sur le Kollafjörður dans la Faxaflói, une baie de l'océan Atlantique.

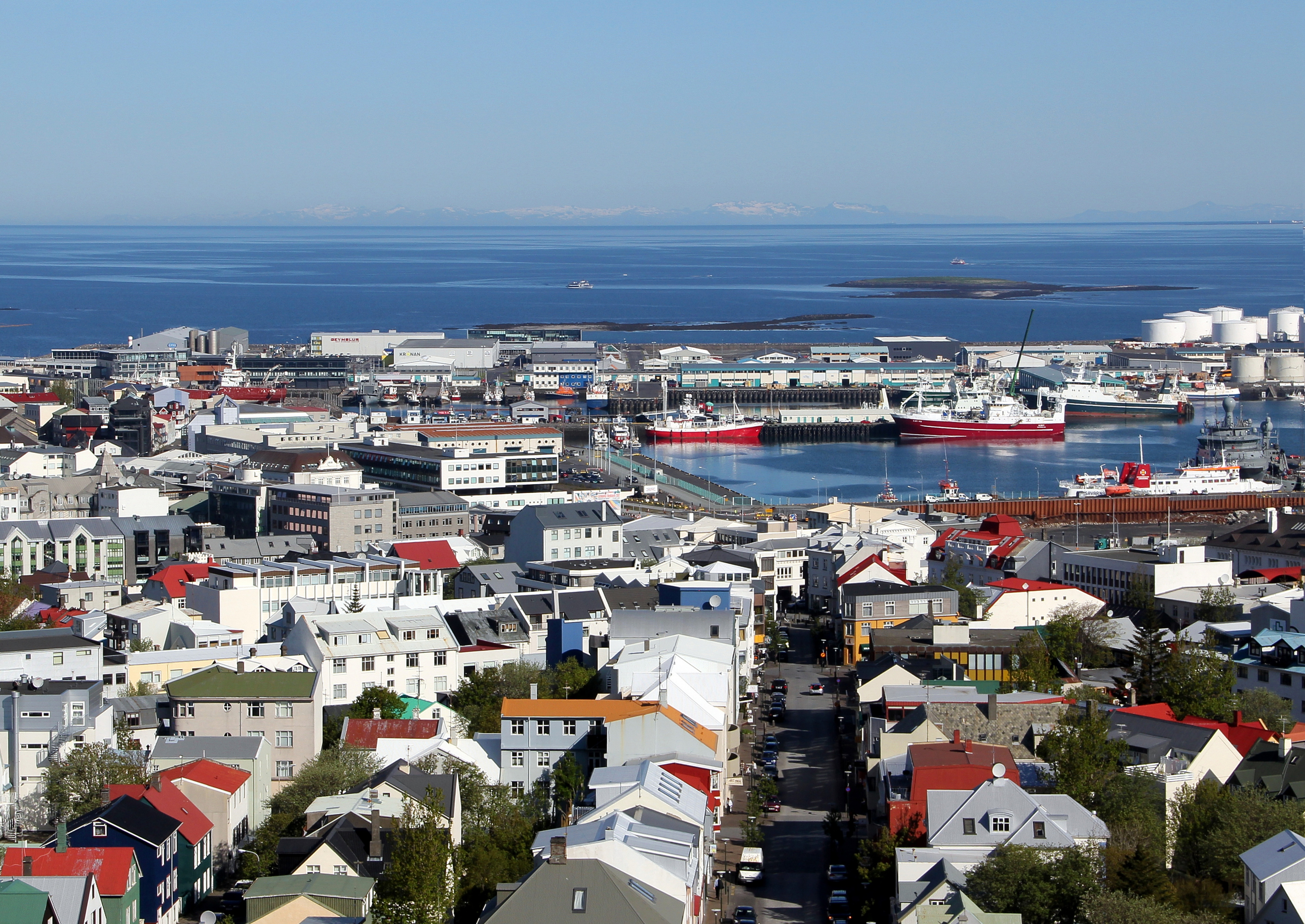
Le port vu depuis la Hallgrímskirkja au sud-est.